# Semi-marathon de Yangzhou
Le Semi-marathon de Yangzhou ou Yangzhou Jianzhen International Half Marathon est une course de semi-marathon se déroulant tous les ans, en avril, dans les rues de Yangzhou, en Chine. Créée en 2006, l'épreuve fait partie du circuit international des IAAF Road Race Label Events, dans la catégorie des « Labels d'or ». 
Le nom de l'épreuve est un hommage à Jianzhen, un moine chinois qui a contribué à propager le bouddhisme au Japon.

## Palmarès

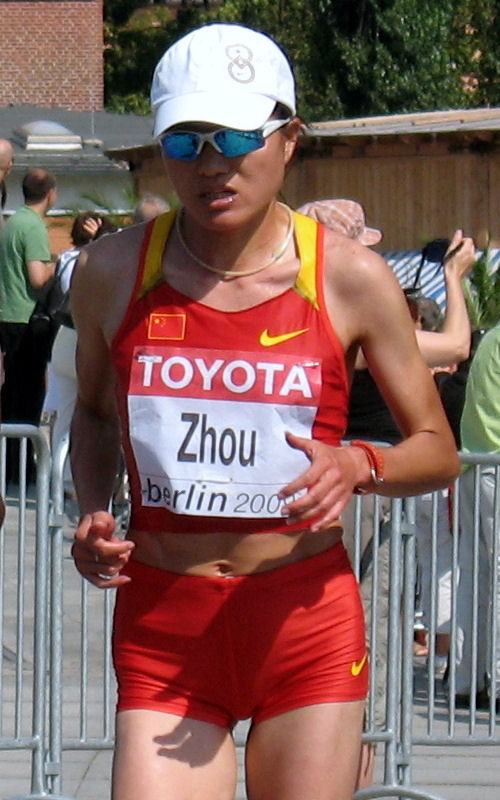
La Chinoise Zhou Chunxiu remporte l'épreuve féminine en 2008

| Édition | Année | Vainqueur hommes    | Pays     | Temps           | Vainqueur femmes  | Pays             | Temps           |
| ------- | ----- | ------------------- | -------- | --------------- | ----------------- | ---------------- | --------------- |
| 1re     | 2006  | Li Rongtian         | Chine    | 1 h 05 min 53 s | Ruth Wanjiru      | Kenya            | 1 h 13 min 42 s |
| 2e      | 2007  | Cheng Tao           | Chine    | 1 h 03 min 23 s | Zhu Xiaolin       | Chine            | 1 h 13 min 25 s |
| 3e      | 2008  | Zhao Ran            | Chine    | 1 h 02 min 57 s | Zhou Chunxiu      | Chine            | 1 h 08 min 59 s |
| 4e      | 2009  | John Wambua Musyoki | Kenya    | 1 h 02 min 00 s | Zhang Yingying    | Chine            | 1 h 11 min 01 s |
| 5e      | 2010  | Ahmed Baday         | Maroc    | 1 h 01 min 48 s | Nina Rillstone    | Nouvelle-Zélande | 1 h 11 min 18 s |
| 6e      | 2011  | Deriba Merga        | Éthiopie | 1 h 01 min 10 s | Mare Dibaba       | Éthiopie         | 1 h 09 min 41 s |
| 7e      | 2012  | Ayele Abshero       | Éthiopie | 1 h 01 min 11 s | Philes Ongori     | Kenya            | 1 h 11 min 07 s |
| 8e      | 2013  | Yacob Jarso         | Éthiopie | 1 h 00 min 39 s | Worknesh Degefa   | Éthiopie         | 1 h 08 min 43 s |
| 9e      | 2014  | Nguse Tesfaldet     | Érythrée | 1 h 00 min 08 s | Gladys Cherono    | Kenya            | 1 h 08 min 16 s |
| 10e     | 2015  | Mosinet Geremew     | Éthiopie | 59 min 52 s     | Flomena Cheyech   | Kenya            | 1 h 08 min 36 s |
| 11e     | 2016  | Mosinet Geremew     | Éthiopie | 1 h 00 min 43 s | Peres Jepchirchir | Kenya            | 1 h 07 min 21 s |
| 12e     | 2017  | Mosinet Geremew     | Éthiopie | 1 h 00 min 56 s | Sutume Kebede     | Éthiopie         | 1 h 10 min 30 s |
| 13e     | 2018  | Mosinet Geremew     | Éthiopie | 1 h 01 min 31 s | Ababel Yeshaneh   | Éthiopie         | 1 h 09 min 06 s |
| 14e     | 2019  | Berehanu Tsegu      | Éthiopie | 59 min 56 s     | Perine Nengampi   | Kenya            | 1 h 08 min 04 s |

 Record de l'épreuve